# Lelu
Lelu är en ö i Mikronesiska federationen.   Den ligger i kommunen Lelu Municipality och delstaten Kosrae, i den östra delen av landet, 600 km öster om huvudstaden Palikir. Arean är 1,0 kvadratkilometer.
Terrängen på Lelu är platt.